# Toni Benages i Gallard
Antoni «Toni» Benages i Gallard (Badalona, 6 de març de 1970) és un il·lustrador, dibuixant i professor de còmic.

## Biografia
Es va llicenciar en Belles Arts per la Universitat de Barcelona. Com a dibuixant ha treballat amb diverses editorials, dedicades sobretot al públic infantil i juvenil, entre d'altres, Les extraordinàries aventures de Francesc Pujols (2015) i Narcís Monturiol i les pedres de l'infern (2017). També participa habitualment amb les seves il·lustracions a revistes i diaris, com Petit Sàpiens, entre d'altres. També ha fet diverses exposicions de dibuix i pintura, tant individual com conjunta, a Espanya, Andorra i Suïssa, a més de ser comissari d'una exposició sobre Rubén Pellejero, realitzada a l'Espai Betúlia de Badalona. Com a docent, fa classes de dibuix i conferències sobre còmic, a més d'haver organitzat diversos tallers sobre la temàtica. És o ha sigut programador de Filmets Badalona Film Festival, i director del Cryptshow Festival.